# 萊赫·卡欽斯基
莱赫·亚历山大·卡钦斯基（波蘭語：Lech Aleksander Kaczyński，波蘭語發音：[ˈlɛx alɛkˈsandɛr kaˈt͡ʂɨj̃skʲi] ⓘ，1949年6月18日—2010年4月10日）。波兰政治人物。2005年12月23日至2010年担任第4任波兰第三共和国总统。1992年至1995年担任最高檢察院院长，2000年至2001年担任波蘭司法部部长，2002年至2005年担任华沙首都市市长。他曾任法律与公正党主席、第1屆參議員与第4屆众议员。他是华沙斯特凡·维辛斯基枢机大学（Uniwersytet Kardynała Stefana Wyszyńskiego）劳动法学博士、副教授、格但斯克大学前副教授。孪生哥哥是曾任波蘭總理（2006－2007）的雅罗斯瓦夫·卡钦斯基。

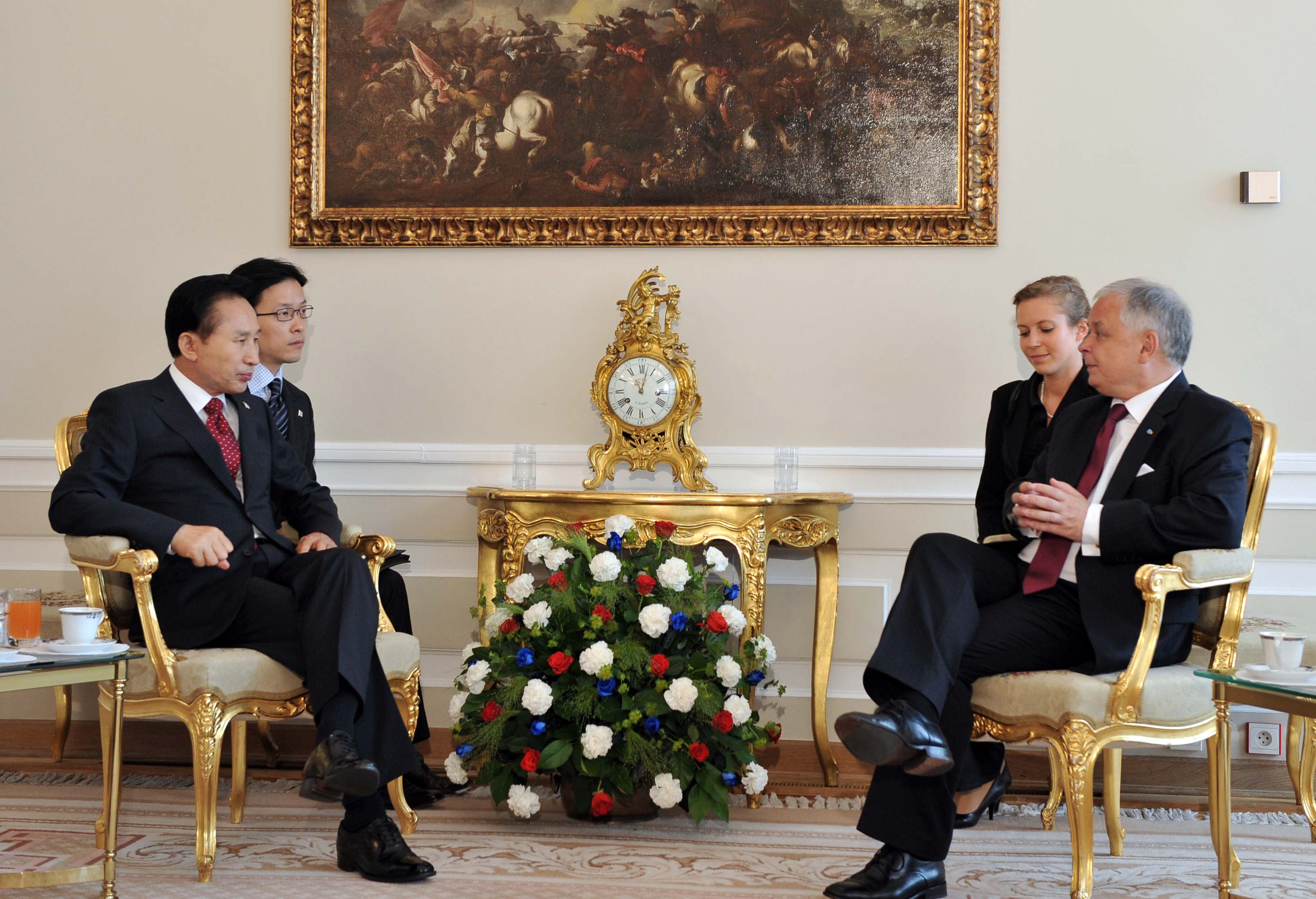
2009年7月，卡钦斯基接见到访的韩国总统李明博

2010年4月10日，卡钦斯基乘搭的飞机，在俄罗斯西部的斯摩棱斯克机场降落失败坠毁而罹难，享壽61岁。

## 童年
1962年与孪生兄長雅罗斯瓦夫·卡钦斯基在导演简·巴托瑞（Jan Batory）的电影中分别饰演了考奈儿·马库申斯基（Kornel Makuszyński）的小说《偷月亮的双胞胎》（The Two Who Stole The Moon，又名《偷月二人行》）中的Jacek和Placek。

## 教育
早年进入华沙约阿希姆·莱莱韦尔第四十一普通中学与别拉尼波兰航空第三十九普通中学学习。毕业于华沙大学法律与行政学院（1967—1971年在此学习）。1971—1979年在格但斯克大学研究部学习劳动法。在1980年获得劳动法学博士学位。1990年被授予博士后学位。1996—1999年担任格但斯克大学副教授，自1999年以来，名义上就职于华沙斯特凡·维辛斯基枢机大学。

## 经历
2000年6月14日被时任波兰总统亞歷山大·克瓦希涅夫斯基任命出任政府司法部长。

## 法律与公正党
2001年6月13日与哥哥雅罗斯瓦夫·卡钦斯基共同组建保守主义政党：法律与公正党。

## 2005总统选举
2005年3月19日，卡钦斯基正式宣布竞选10月的总统选举。在总统选举中，卡钦斯基提出要建立“第四共和国”，他将他与图斯克之间的竞争界定为“团结波兰”与“自由波兰”之争，其支持者主要来自农村和教会，并且获得了农村2/3选民的支持。 在2005年10月23日总统选举第二轮投票中，他获得54.04%选民里的8 257 468票，击败第二名竞争者唐纳德图斯克，赢得选举，取代了左翼总统克瓦希涅夫斯基，从而奠定了右派的最终胜利。
时任俄罗斯总统普京向当选的卡钦斯基发来贺电，其中尤其强调：“我期望在新起点，您的工作将会帮助俄罗斯与波兰之间继续发展睦邻友好与多方面的关系。关于我们双方，我们准备好一起在波兰与俄罗斯之间，从事感兴趣的扩展有益互助协作，以及在欧洲的安全与合作，并且加强其稳定性。”

## 波兰共和国总统
2005年總統大選，他擊敗親歐派候選人唐纳德·图斯克當選總統。
2008年6月26日，波兰《选举报》新闻《2010年总统：图斯克或卡钦斯基》，“在报纸的第一期总统民意调查，调查对象不是展示一名单的候选人，但是或多或少提及他们希望的一些名字。在这些候选者中有他们的喜好，其中只有两个认真的竞争者：唐纳德·图斯克总理和现任卡钦斯基总统”。

## 国际关系

### 和美国的关系

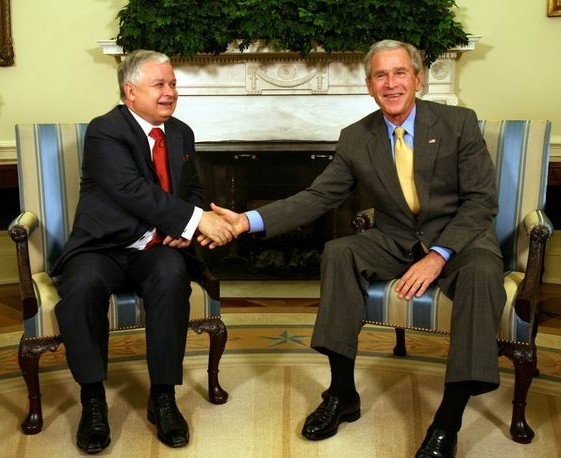
2007年7月15日卡钦斯基在白宫与美国总统乔治·沃克·布什会面

卡钦斯基在2006年2月8日至11日出访美国，与美国总统乔治·沃克·布什会谈。2007年，波美两国的战略伙伴关系进一步得到巩固，双方在经济、科学、高新技术和军事等领域的合作续有发展。7、9月，波兰总统卡钦斯基两次访美，4、6月，美国国防部长、总统分别访波。两国就在波兰建设反导基地问题举行了数轮磋商。波美就波兰从伊拉克撤军达成协议，波军将于2008年10月底前从伊拉克全部撤出。波兰视北约为跨大西洋及全球安全体系的关键，积极参与美国旨在加强北约能力的各项倡议和计划。

### 与中國大陸的关系
2008年2月，卡钦斯基特使乌雅兹多夫斯基访华，并向中华人民共和国国务委员陈至立递交其就波兰弗罗茨瓦夫申办2012年世博会事致中華人民共和國主席胡锦涛的亲笔信。西藏314事件，他強烈譴責当局血腥鎮壓。敦促中国领导人开始与西藏人对话。在一份声明中，卡钦斯基说只有尊重人权，包括宗教权利，才能通向持久的，和平解决冲突。
2008年5月13日，对于汶川大地震，他代表全体波兰人民并以个人名义向遇难者家属表示诚挚慰问，祝伤者早日康复。
2008年12月10日，卡钦斯基在总统府以个人身份会晤西藏流亡精神领袖达赖喇嘛，卡钦斯基“对达赖喇嘛为争取西藏真正意义上的自治、特别是为促进世界宗教和谐等所做出的努力表达了赞扬。”并表示“他对中国宪法有所了解，波兰之前的共产主义政权比中共的共产主义政权更加温和。他说，他同意达赖喇嘛的观点，就是与中国保持良好的关系，但是中国方面就有关人权和民主应采取有原则的立场。” 在达赖接受波兰城市弗罗茨瓦夫荣誉市民头衔的时候，卡钦斯基曾发函表示恭贺，他在函中表示「我的国家、作为团结工会的所在地，和所有权利未受尊重的人团结一致。」 就卡钦斯基接见达赖喇嘛，使中華人民共和國外交部表示不满，并且作出「严正交涉」，警告波兰「不要损及中国的核心利益」、「在中波关系发展上设置障碍」。

### 与欧盟成员之间
2006年7月，卡钦斯基因德国《每日新闻报》将他称为土豆而取消了与德国总理默克尔和法国总统希拉克在魏玛的会晤。他与哥哥雅罗斯瓦夫·卡钦斯基主政波兰后，欧洲怀疑论在波兰政府中抬头，波兰在欧盟中陷入孤立。一位德国学者认为，尽管波兰于2004年加入了欧盟，但是在精神上卡钦斯基兄弟并没有入盟，没有将波兰视为欧盟的组成部分，而是视为其对手。

### 对待俄罗斯和格鲁吉亚
2008年卡钦斯基访问美国，期间接受前《新闻周刊》资深编辑安德鲁·纳戈尔斯基（Andrew Nagorski）的访谈，当被问到“我们可以从俄罗斯和格鲁吉亚的冲突中學習到什么教训”时，卡钦斯基回答：
|  | 首先，俄罗斯想要实现两个省的合併。第二，（俄羅斯）有推翻當地政府的企图。西方有能力阻止（俄羅斯）颠覆（格魯吉亞）政府的打算。第三，这对于欧洲有重大的战略意义。近年來，我致力於推动建设繞過俄羅斯的石油和天然气的替代路线，（這些路線）大多始於阿塞拜疆，或许在未來的某個時候，也可能始於土库曼斯坦和哈萨克斯坦。但俄罗斯對格鲁吉亚的攻擊使這個計划變得更加困难。 |

对于“您（是否）确信俄罗斯想要废黜格鲁吉亚的政府”這一問題，卡钦斯基回答道：
|  | 是的。由於本人与立陶宛、拉脱维亚、爱沙尼亚总统们的干預，及美国的一些努力，迫使北约和不情不願的欧盟介入，使得俄罗斯不得不放棄原計劃。俄罗斯总有各自的打算，那是对于它自身來說最佳的一个選擇。俄罗斯把阿布哈兹和南奥塞梯的领土歸属于格鲁吉亚的佔有區域。但在西方的介入後，俄罗斯人的无助顯露無遗。這很糟糕，因为西方比他们强大得多。 |

被问及“格鲁吉亚在8月7日攻击南奥塞梯不是個重大的失误嗎？”，卡钦斯基说：
|  | 这个错误讓人困擾。那是一場力量的較量，俄罗斯展現了它所要展現的：一张帝国的面孔，现在乌克兰被它吓到了。但我们将不会看到华沙条约和苏联的复活。这只是那個老旧的俄罗斯。 |

关于“一些欧洲人说你在评论俄罗斯时走得太远”，卡钦斯基表示：
|  | 我是個理智的人，我并不是針對俄罗斯。从叶利钦时代後期開始，我在多年前就已經注意到这些危险的趋勢。我们不得不使俄罗斯相信：帝国时代已經结束了。 我（所做的）並不過分。这情形有點像當年的慕尼黑。當時那些姑息希特勒的人，坚信他们是对的。时间證明了他們的錯誤。現在的情況与過去並沒有嚴格的一致性。我們現在並沒有面臨俄罗斯的入侵。 |

### 访问波兰的外国元首
总统卡钦斯基接待与会见的包括：
| 时间       | 代表国家   | 到访元首                       |
| ---------- | ---------- | ------------------------------ |
| 2006年11月 | 蒙特內哥羅 | 总统：菲利普·武亚诺维奇        |
| 2007年3月  | 匈牙利     | 总统：绍约姆·拉斯洛            |
| 2007年4月  | 巴基斯坦   | 总统：佩尔韦兹·穆沙拉夫        |
| 2007年 5月 | 瑞典       | 首相：弗雷德里克·赖因费尔特    |
| 2007年 7月 | 捷克       | 总统：瓦茨拉夫·克劳斯          |
| 2008年3月  | 荷蘭       | 首相：扬·彼得·巴尔克嫩德       |
| 2008年3月  | 埃及       | 总统：穆罕默德·胡斯尼·穆巴拉克 |
| 2008年9月  | 葡萄牙     | 总统：阿尼巴尔·卡瓦科·席尔瓦   |
| 2008年11月 | 塞爾維亞   | 总统：鲍里斯·塔迪奇            |
| 2009年3月  | 羅馬尼亞   | 总统：特莱扬·伯塞斯库          |
| 2009年4月  | 義大利     | 总理：西尔维奥·贝卢斯科尼      |
| 2009年4月  | 印度       | 总统：普拉蒂巴·帕蒂尔          |

## 国家政策
卡钦斯基在就职演说中，对参众两院表示“希望结束缓慢而拙劣的改革，从而走出后共产主义时代”。并且承诺结束腐败，加速改革，彻底摆脱后共产时代的影响。他希望在三大保守价值观基础上建设波兰，说道：“也许可以用这样的字眼来概述他们，正义、团结和诚实。没有团结就没有正义。而没有诚实的话，特别是那些对其他人的生活掌握决定权的人的诚实，就不会有一个机制将团结的原则贯彻到生活中去。”

### 提名和任命
卡钦斯基在总统任期内指定两项总理任命，接受宣誓：
- 2006年7月14日雅罗斯瓦夫·卡钦斯基政府（2006年7月10日任命）

- 2007年11月16日唐纳德·图斯克政府（2007年11月9日任命）

### 能源政策
与乌克兰和高加索各共和国举办，并且宣布打算建立一个连接欧盟国家的共同能源政策组织。2007年7月11日至12日的克拉科夫能源峰会，有阿塞拜疆，格鲁吉亚，立陶宛和乌克兰的领导人出席。在这次会议上，宣布波兰和立陶宛之间的所谓协议。

### 《里斯本条约》
2007年6月21日至23日参加在布鲁塞尔举行的欧洲理事会会议。2008年4月1日，他在国民议会宣布“我将会很高兴的在条约上签字”，因为有384名议会代表在投票中赞成，并且委托卡钦斯基这么做。但是卡钦斯基于2008年7月1日表示：“暂时，条约（里斯本条约）是无意义的”。尽管波兰国会在4月批准了条约，但是仍然需要总统的签字。

### 导弹防御系统
卡钦斯基2007年7月16日在美国白宫与布什总统会谈时表示：“另外一个重要议题是导弹防御问题，而且我想要强调我们从防御的手段商议，因为这是致力于捍卫我们国家的民主制所应该具有，或者已经有核武器和大规模杀伤性武器。所以这是真正的防御工具（导弹防御系统）。那么，因此我希望所有的这项计划（导弹防御系统），整个计划将会顺利完成”。
2008年8月20日，波兰外交部长拉多斯瓦夫·西科尔斯基与美国国务卿赖斯正式签署波美反导基地协议。

## 墜機與死亡

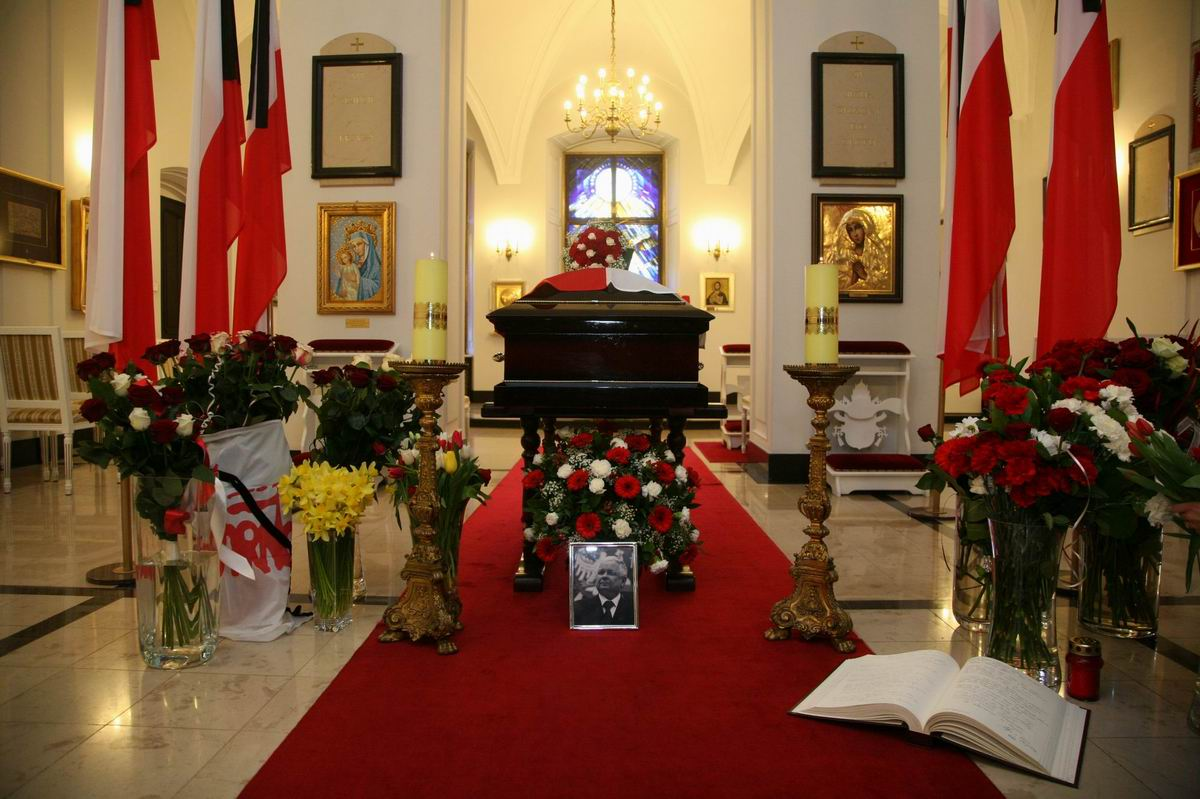
萊赫·卡欽斯基棺木在華沙總統辦公的小聖堂

2010年4月10日，波蘭總統卡欽斯基乘搭的飛機，在俄羅斯西面的斯摩棱斯克機場降落時墜毁，機上包含卡欽斯基夫婦在內所有乘客全數罹難，搭載著波蘭總統與其夫人，總共97人的座機，屬於圖波列夫154型俄製客機，在準備降落在俄羅斯的斯摩棱斯克時，當地起了大濃霧，懷疑是因為天氣不佳，導致飛機在降落時墜毀，墜機地點距離機場，僅有1.5公里。
波蘭總統此行，是為了參加卡廷大屠殺70週年的活動。
飛機墜毀後，波蘭總統由眾議長布羅尼斯瓦夫·科莫羅夫斯基暫時擔任。
波蘭政府於2010年4月18日在南部城市克拉科夫的瓦維爾主教座堂為卡欽斯基夫婦舉行國葬。

## 荣誉

### 外国勋章奖章
- 芬兰白玫瑰大十字勋章附颈饰（芬兰，2008年[17]）
- 一等白狮勋章附颈饰（捷克，2010年[18]）

## 外部連結
- President of The Republic of Poland - official site (in Polish and English) （页面存档备份，存于）.
- Strong and Moral State: Lech Kaczynski Speaks on His Presidential Plans （页面存档备份，存于）
- Lech Kaczynski – The Head of the Capital Ready to Head the State （页面存档备份，存于）
- The Times: New Polish leader finds demons lurking at home and abroad （页面存档备份，存于）

| 前任： 瓦莱里安·潘科           | 最高检察院院长 1992年－1995年 | 繼任： 雅努什·沃伊切霍夫斯基          |
| 前任： 汉娜·苏霍茨卡           | 司法部长 2000年－2001年       | 繼任： 斯坦尼斯瓦夫·伊万尼茨基        |
| 前任： 沃伊切赫·科扎克         | 华沙市长 2002年－2005年       | 繼任： 米罗斯瓦夫·科哈尔斯基 代理     |
| 前任： 亚历山大·克瓦希涅夫斯基 | 波兰总统 2005年－2010年       | 繼任： 布羅尼斯瓦夫·科莫羅夫斯基 代理 |